# Atos Jiu-Jitsu
Atos Jiu-Jitsu é uma academia e equipe de competição de jiu-jitsu brasileiro fundada em 2008 por Ramon Lemos e André Galvão, com sede em San Diego, na Califórnia, desde 2010.

## História
Em outubro de 2008, após o declínio da Academia Brasa, equipe de jiu-jitsu brasileiro à qual ambos pertenciam, Ramon Lemos e André Galvão decidiram formar uma equipe de competição com uma sólida base moral fundamentada em sua fé cristã. A palavra "Atos" no português´é uma referência ao Atos dos Apóstolos do Novo Testamento. A Atos Jiu-Jitsu foi estabelecida em Rio Claro, no estado de São Paulo, Brasil, antes de ser transferida para a Califórnia em 2010. Liderada pelo multicampeão mundial Galvão, a equipe rapidamente se tornou uma das mais fortes no jiu-jitsu e no grappling, conquistando, logo após sua criação, cinco títulos mundiais de faixa-preta no Campeonato Mundial da IBJJF e formando diversos atletas campeões ao longo dos anos.
A Atos alcançou o 5º lugar no ranking das 10 melhores academias da IBJJF na temporada 2021/2022.
Escolas da Atos Jiu-Jitsu estão presentes em mais de 20 países ao redor do mundo.
A Atos foi premiada como Equipe do Ano no Jits Magazine BJJ Awards de 2024.

## Academia e Treinamento
A sede da Atos em San Diego, Califórnia, é reconhecida como uma das principais instalações de treinamento de jiu-jitsu brasileiro no mundo. Sob a liderança de André Galvão, a academia oferece uma variedade de programas, incluindo aulas com e sem quimono (Gi e No-Gi), turmas exclusivas para mulheres, programas infantis a partir dos três anos de idade e treinamentos voltados para competições. A academia é conhecida por seu currículo estruturado, que valoriza tanto as técnicas fundamentais quanto estratégias inovadoras que contribuíram para seu sucesso competitivo. A Atos também desenvolveu uma plataforma online, a Atos BJJ On Demand, que disponibiliza mais de 12 mil horas de conteúdo instrucional ministrado por Galvão e outros instrutores de renome mundial.
A equipe é creditada por avançar o jiu-jitsu moderno ao desenvolver e popularizar técnicas como a guarda 50/50, o berimbolo e a passagem de guarda leg drag, especialmente em seus primeiros anos, com competidores leves como os irmãos Mendes.

## Filiais pelo Mundo
Desde sua fundação, a Atos Jiu-Jitsu expandiu-se globalmente, estabelecendo filiais em mais de 20 países, incluindo Estados Unidos, Brasil, Austrália, Japão, Filipinas, França e Guam, entre outros. Entre as filiais notáveis estão a Atos Paris, na França, liderada por instrutores faixa-preta associados aos irmãos Mendes, e a Atos Filipinas, que possui várias unidades, como a Bohol Island Jiu-Jitsu e a Forge Jiu-Jitsu em Cagayan de Oro. Essa expansão reflete o lema da equipe, “Juntos Somos Mais Fortes”, destacando uma comunidade unida apesar de sua abrangência global.

## Campeonatos por Equipe
A Atos Jiu-Jitsu consolidou-se como uma força dominante em competições por equipe, alcançando consistentemente as primeiras colocações em grandes torneios de jiu-jitsu brasileiro. Abaixo estão algumas das conquistas mais notáveis da equipe:
- Campeonato Mundial da IBJJF (com quimono): A Atos venceu o título de equipe masculina adulta em 2012, 2013, 2014, 2017 e 2018, demonstrando sua supremacia em diversas categorias de peso.[13][14]
- Campeonato Mundial No-Gi da IBJJF: A equipe conquistou o título geral por equipe em 2015 e 2019, evidenciando sua versatilidade no grappling.[15]
- Campeonato Pan-Americano da IBJJF: A Atos obteve o título por equipe em várias ocasiões, incluindo 2016 e 2020, reforçando sua reputação como uma potência no esporte.[15]
- Divisões Infantil e Juvenil: O programa infantil da Atos formou inúmeros campeões, conquistando títulos por equipe nos eventos Kids Pans e Worlds da IBJJF, estabelecendo uma base sólida para a próxima geração de competidores.[6]

Além dessas vitórias, a Atos tem se mantido consistentemente entre as melhores equipes em eventos da IBJJF, como o 5º lugar no ranking da temporada 2021/2022, e continua sendo uma das líderes tanto em competições com quimono quanto sem quimono.

## Membros Notáveis
Os primeiros faixas-pretas promovidos pela Atos foram os irmãos Rafael e Guilherme Mendes, em 2008.
Entre os membros atuais e antigos da Atos estão:

### Jiu-Jitsu Brasileiro
- Lucas Barbosa (martial artist) [en]
- Claudio Calasans
- Keenan Cornelius [en]
- Ffion Davies
- Kaynan Duarte
- Mike Fowler [en]
- Josh Hinger[16]
- Guilherme Mendes
- Rafael Mendes
- Luiza Monteiro
- Kade Ruotolo [en][17]
- Tye Ruotolo [en][18]
- Jonathan Torres[19]
- Maggie Grindatti[20]
- Andy Murasaki[21]
- Ronaldo Junior[22]
- Adele Fornarino [en]

### MMA
- Cris Cyborg
- Israel Adesanya[23]
- Gilbert Burns
- Carlos Diego Ferreira [en]
- Davi Ramos
- Anderson Silva
- Cat Zingano[24]